# Вьюнов, Юрий Андреевич
Ю́рий Андре́евич Вьюнов (род. 2 августа 1940, Москва) — российский историк, кандидат исторических наук, профессор. Член-корреспондент Международной Кирилло-Мефодиевской академии славянского просвещения. Член Союза журналистов Москвы, член правления Общества дружбы с Кубой.

## Биография
Окончил исторический факультет Московского областного педагогического института имени Н. К. Крупской (ныне — Московский государственный областной университет). Работает в Государственном институте русского языка имени А. С. Пушкина с 1977 года. В 1981—1984 и 1988—1992 годах занимал должность директора филиала Института в Республике Куба. С 1999 года — заведующий кафедрой общественных наук и страноведения России.
Научные интересы связаны с изучением проблем формирования русского культурного архетипа, этнокультурных особенностей и духовных ориентаций русского народа, истории российской государственности и проблем взаимоотношений государства и Русской православной церкви.
Кандидат исторических наук, профессор. Член-корреспондент Международной Кирилло-Мефодиевской академии славянского просвещения. Член Союза журналистов Москвы, член правления Общества дружбы с Кубой.

## Основные работы
Автор более 140 публикаций. Принимал участие в создании Большого лингвострановедческого словаря «Россия». 2009.
Учебные пособия
- Россия на рубеже XX—XXI веков. 2006.
- Россия: страна и люди.
- Страноведение России.

Монографии
- Русские: штрихи к портрету. 1998.
- Слово о русских. 2002.
- Русский культурный архетип. 2005.
- Верховная власть и фаворитизм в России (конец XVII—XVIII вв.) (в соавторстве). 2010.

Статьи
- Традиции отечественной государственности в контексте менталитета русского народа. 2007.
- О некоторых факторах, определивших своеобразие русской нации, российской цивилизации.
- Современное страноведение России в контексте новой социокультурной парадигмы.

## Награды и звания
- Награждён почётными грамотами Министерства высшего и среднего специального образования СССР, Министерства образования РФ.
- Почётные дипломы и медали Гаванского университета (Куба) и Сианьского университета иностранных языков (КНР).
- Почётный работник высшего профессионального образования Российской Федерации.
- Ветеран труда.
- Медаль «В память 850-летия Москвы».